# Rajšter
Rajšter je priimek več znanih oseb:
- Branko Rajšter (1930-1989), zborovodja (ustanovitelj Mladinskega pevskega zbora Maribor), skladatelj, pedagog
- Brigita Rajšter (*1965), etnologinja, kustosinja (Murkovo priznanje)
- Iztok Rajšter, arhitekt v Mariboru (biro Arcada z Oskarjem Viragom)
- Polona Rajšter (*1946), igralka
- Vojko Rajšter, partizanski tehnik, direktor POZD Plastor